# رامون لنتيني
رامون لنتيني (بالإسبانية: Ramón Lentini)‏ هو لاعب كرة قدم أرجنتيني في مركز الهجوم، ولد في 21 أكتوبر 1988 في مدينة بوساداس، ميسيونيس في الأرجنتين. لعب مع انيستتوتو وإستوديانتيس دي لا بلاتا وتشاكاريتا جيونيورز وكيلمس ونويفا شيكاجو ويونيون إسبانيولا.

## وصلات خارجية
- رامون لنتيني على موقع قاعدة بيانات كرة القدم.إي يو (الإنجليزية)
- رامون لنتيني على موقع Soccerway.com (الإنجليزية)
- رامون لنتيني على موقع عالم كرة القدم.نت (الإنجليزية)
- رامون لنتيني على موقع AS.com (الإسبانية)